# 子宫颈内口
子宫颈内口（或者称为子宫颈或宫颈内口的内部孔）是内部狭窄的子宫结构，可在子宫表面的中间部分观察得到。